# Нацистское приветствие

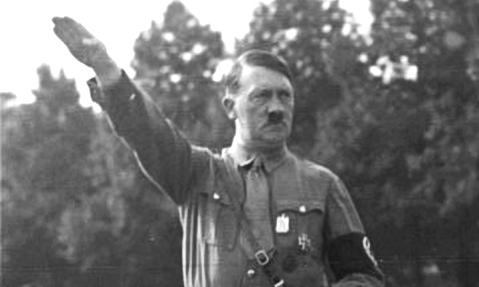
Адольф Гитлер использует нацистское приветствие на съезде НСДАП в Нюрнберге. 1933

Нацистское приветствие, гитлеровское приветствие (нем. Hitlergruß, во время правления Гитлера официально использовалось название нем. Deutscher Gruß — «немецкое приветствие») в Третьем рейхе состояло из поднятия правой руки вперёд под углом примерно в 45 градусов с распрямлённой ладонью (среди больших чинов — полусогнутой, рядовых или перед старшими по званию — полностью выпрямленной) и восклицания нем. Heil Hitler! — «Да здравствует Гитлер!», «Слава Гитлеру!» (на русском языке обычно передаётся как Хайль Гитлер) или просто нем. Heil! При приветствии, обращённом к самому фюреру, он обычно в третьем лице не назывался, а говорилось Heil! или Heil, mein Führer! Являлось частью культа личности Гитлера. Было принято в государственных учреждениях, НСДАП, СС, но широко использовалось и неофициально.
Фраза Heil Hitler! широко употреблялась и в письменном виде, обычно в конце писем (в том числе частных), объявлений, приказов.

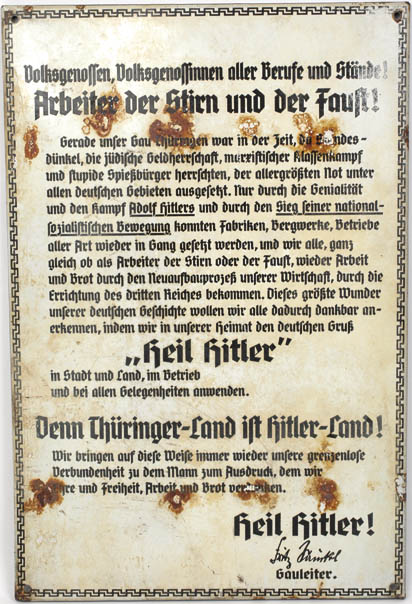
Призыв гауляйтера Тюрингии Фрица Заукеля использовать «немецкое приветствие» Heil Hitler! в знак благодарности

## История
Нацистское приветствие является вариантом так называемого «римского салюта» — приветственного жеста итальянских фашистов, позже заимствованного национал-социалистами. Различие двух салютов заключается в том, что при римском салюте рука идёт к приветственному жесту от сердца, в то время как в нацистском приветствии она идёт сразу вверх от любого положения руки.

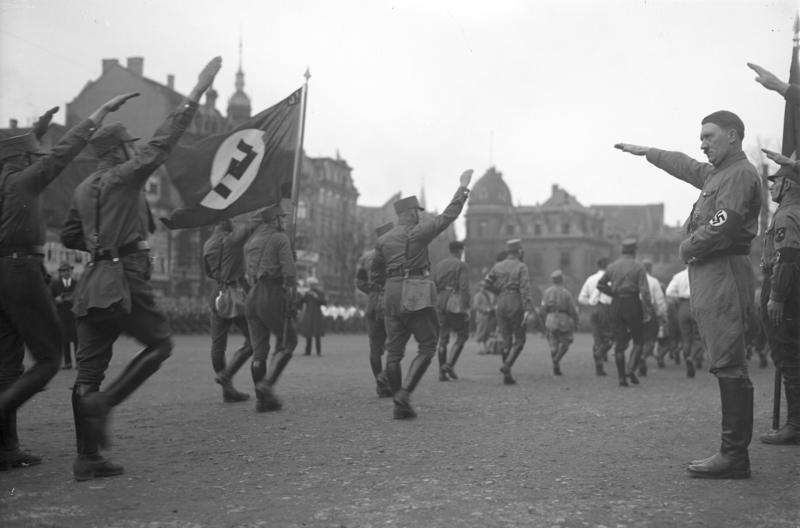
Гитлер приветствует марширующих штурмовиков

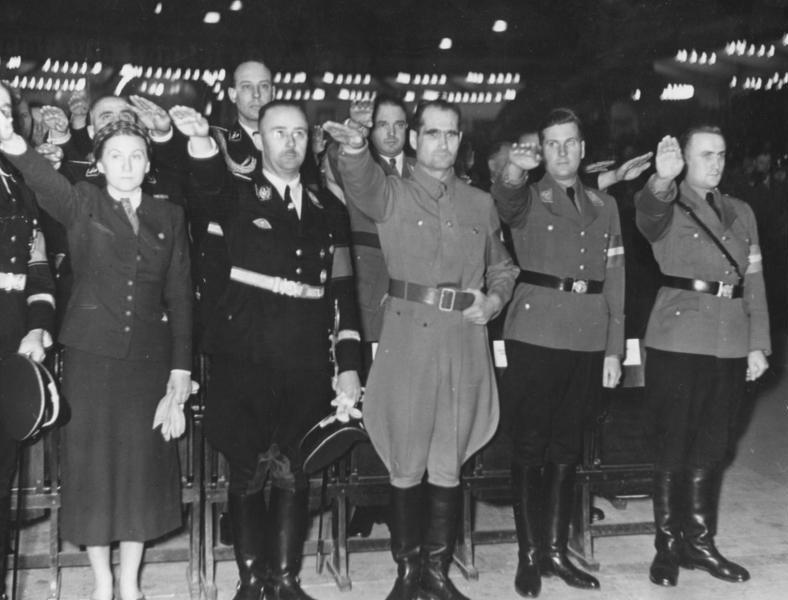
Группа нацистских лидеров. Слева направо: Гертруда Шольц-Клинк, Генрих Гиммлер, Рудольф Гесс, Бальдур фон Ширах, Артур Аксман

Согласно нацистской пропаганде, поднятие руки и восклицание Heil! было принято у древних германцев при избрании королей; жест трактовался как приветствие поднятым копьём. Как официальное название часто использовался термин «немецкое приветствие».
23 июля 1944 года, через три дня после попытки переворота, в которой участвовало много военных, нацистское приветствие стало обязательным в вермахте. До этого оно было факультативным, и большинство военных использовало стандартное воинское приветствие, употребляя гитлеровское приветствие только в ответ на такое же обращение со стороны чинов партии или СС.

## Зиг хайль!
Зиг хайль! (нем. Sieg Heil! — «Да здравствует Победа!» или «Победе слава!») — другой распространённый лозунг, выкрикивавшийся одновременно с нацистским приветствием (особенно на массовых собраниях). В качестве официального приветствия не употреблялся. Адольф Гитлер и другие вожди партии чаще всего повторяли эти слова в конце своих речей троекратно: «Зиг… хайль! Зиг… хайль! Зиг… хайль!» — что явствует из «Триумфа воли» и других документальных источников.
Лозунг был придуман Рудольфом Гессом: на одном из съездов НСДАП в Нюрнберге после речи Гитлера, когда тот долго стоял в задумчивости, находившийся рядом Гесс, впечатлившийся речью Гитлера, начал выкрикивать словосочетание «Зиг хайль!», которое тут же было подхвачено многотысячной толпой, слушавшей фюрера.

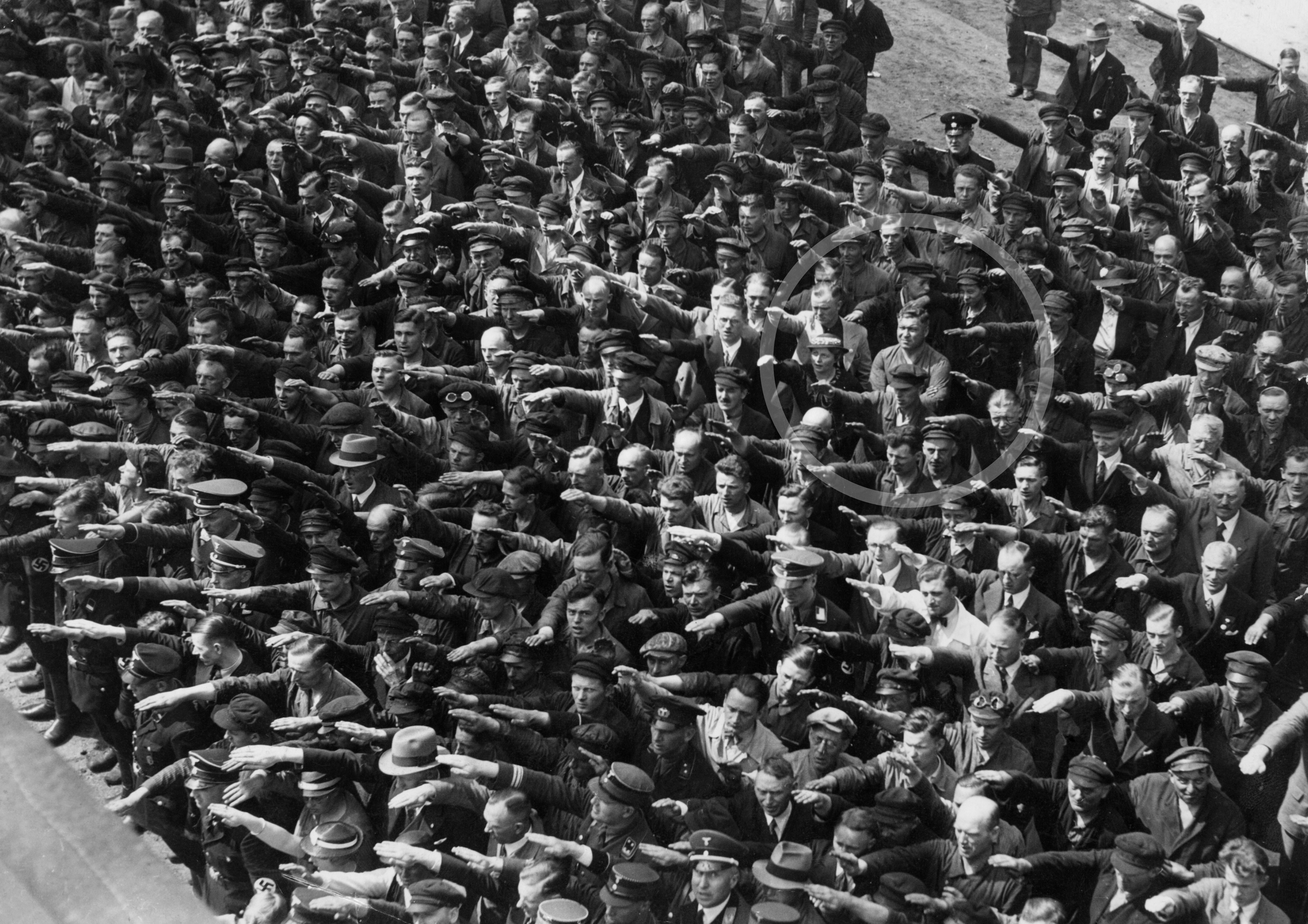
Август Ландмессер среди рабочих верфи не поднял руку в нацистском приветствии

## Преследования за отказ произносить нацистское приветствие
Нацисты требовали от жителей Германии произносить нацистское приветствие. Но свидетели Иеговы отказывались произносить нацистское приветствие. По их мнению выражение «Heil Hitler!» означало упование на то, что спасение придёт от Гитлера, что прямо противоречит основному положению веры свидетелей Иеговы в то, что единственным Спасителем, посланным Иеговой, является Иисус Христос (Луки 24:8; 1 Иоанна 4:14). Кристин Кинг и другие историки отмечают, что свидетелей Иеговы арестовывали за отказ произносить нацистское приветствие, а их детей исключали из школ и разлучали с семьями.

## После Второй мировой войны
Ряд историков и политологов обращают внимание на сходство с нацистским приветствием официальных приветствий Национальной фашистской партии (Италия), усташей (Хорватия), ОУН (Украина), Глинковой гвардии (Словакия) — организаций, поддержавших нацистскую Германию во Второй Мировой войне. В частности, на конгрессе в Риме в августе 1939 года официальным приветствием украинских националистов было утверждено поднятие правой руки со словами: «Слава Украине! Вождю слава!», а на II конгрессе в Кракове (4 апреля 1941 года) отделившаяся ОУН(б) для своих членов видоизменила этот лозунг к форме: «Слава Украине! Героям слава!». 
Нацистское приветствие употребляется неонацистами в историческом или видоизменённом облике; как замена для Heil Hitler многими ультраправыми используется буквосочетание hh или число 14/88.
После Второй мировой войны в некоторых странах нацистское приветствие, восклицания Heil Hitler! и Sieg Heil!, а также их видоизмененные формы были законодательно запрещены. В Германии, согласно § 86а действующего Уголовного кодекса, использование данного приветствия даже в шуточной форме наказывается крупным штрафом, а за использование в целях пропаганды неонацизма — лишением свободы до 3 лет. В Австрии действует аналогичный закон. В России с 2022 года за нацистское приветствие и публичную демонстрацию нацистской символики предусмотрена административная ответственность, в случае повторного нарушения — уголовная (до 4 лет лишения свободы).
Слова типа «Хайль, такой-то!» иногда использовались в отношении политиков для акцентуации ненависти к ним или сопоставлений с Гитлером. Так, в 1991 году в газете «Содействие» вышла статья Валерии Новодворской «Хайль Горбачёв!». В 1996 году в антикоммунистической агитгазете «Не дай Бог!» фигурировало словосочетание «Зюг Хайль!» («зюг» = «Зюганов»). Примерно с 2010-х годов стали появляться слоганы вроде «Хайль Путин!», «Хайль Путлер!», использовавшиеся, в частности, протестующими против действий России вокруг Украины. В США в 1970 году участники демонстрации за прекращение войны во Вьетнаме несли транспарант «Heil Nixon!», причём вместо «x» была нарисована свастика.
В 2025 году американский рэпер Канье Уэст выпустил резонансную песню и клип под названием «Heil Hitler».